# Panipat
Pānīpat è una città dell'India di 261 665 abitanti, capoluogo del distretto di Panipat, nello stato federato dell'Haryana. In base al numero di abitanti la città rientra nella classe I (da 100 000 persone in su)

## Geografia fisica
La città è situata a 29° 23' 20 N e 76° 58' 5 E e ha un'altitudine di 218 m s.l.m.

## Società

### Evoluzione demografica
Al censimento del 2001 la popolazione di Pānīpat assommava a 261 665 persone, delle quali 143 565 maschi e 118 100 femmine. I bambini di età inferiore o uguale ai sei anni assommavano a 35.500, dei quali 19.673 maschi e 15.827 femmine. Infine, coloro che erano in grado di saper almeno leggere e scrivere erano 179 662, dei quali 104 527 maschi e 75 135 femmine.